# Temporada 1915-1916 de l'EC Granollers
Tocada per un any d'indecisions que en feren perillar la continuïtat, la societat remuntava el vol a la tercera temporada de vida, amb el nom d'Granollers Sport Club i gairebé doblant el nombre de partits jugats. Hi hagué dos relleus a la presidència, Joan Carreras primer, i Bonaventura Garrell poc després.

## Fets destacats
1915
- 7 d'agost: Joan Carreras fou elegit president. Només estaria al càrrec quatre mesos i mig.[1]
- 21 de novembre: el partit contra el Marià Ausà de Vic s'hagué de jugar amb porteries improvisades, ja que aquestes foren robades la nit anterior.[2][3]
- 18 de desembre: Bonaventura Garrell fou elegit president.[4][5]

## Plantilla
| Núm. | Pos. |           | Jugador                          | Procedència | Temporada |
| ---- | ---- | --------- | -------------------------------- | ----------- | --------- |
|      | POR  | Catalunya | Salvador Mas                     |             | 1913-1914 |
|      | POR  | Catalunya | Esteve Bassas 'Blai'             |             | 1914-1915 |
|      | DEF  | Catalunya | Josep Martí Batalla 'Martí I'    |             | 1913-1914 |
|      | DEF  | Catalunya | Ramon Meri Molist                |             | 1914-1915 |
| ?    | MIG  | Catalunya | Jaume Serra                      |             | 1913-1914 |
|      | MIG  | Catalunya | Tomàs Blanxart                   |             | 1914-1915 |
|      | MIG  | Catalunya | Roma                             |             | 1914-1915 |
|      | MIG  | Catalunya | Joan Gendra Sobrevia 'Gendra I'  |             | 1914-1915 |
|      | MIG  | Catalunya | Miquel Barnet Espargaró          |             | 1914-1915 |
| ?    | DAV  | Catalunya | Andreu Moncau Mas                |             | 1913-1914 |
|      | DAV  | Catalunya | Joaquim Mas                      |             | 1913-1914 |
|      | DAV  | Catalunya | Molina                           |             | 1914-1915 |
|      | DAV  | Catalunya | Joaquim Martí Batalla 'Martí II' |             | 1914-1915 |
| ?    | DAV  | Catalunya | Canet                            |             | 1914-1915 |
|      | DAV  | Catalunya | Anton Toledo                     |             | 1914-1915 |
|      | DAV  | Catalunya | Enric Garrell                    |             | 1914-1915 |
| ?    | DAV  | Catalunya | Pous                             |             | 1914-1915 |
|      |      | Catalunya | Ramon Torruella Oriach           |             | 1913-1914 |

Nota: Hi ha poques dades d'aquesta temporada. Els jugadors marcats amb un interrogant podrien no haver-hi participat. 

Llegenda:  ·   Capità  ·   Juvenil  ·   Lesionat  ·   Altes  ·   Passaport europeu  ·   Extracomunitari  ·   Extracomunitari sense restricció

## Partits
| Amistosos |

| 28 juliol 1915 | Atlètic FC de Sabadell (2n equip)                                                                                    | 3 – 2         | Granollers SC | Sabadell  |  |
| 16:00          | Duran · Talló · Torrebadella · Comadran, Avellanet · Bertran, Mañosa, Massip · Tintó, Monsech, Salvadó, Talló, Duran | La Vanguardia | Toledo        | Alemany · |  |

| 5 setembre 1915 | Granollers SC | 3 – 3 | Atlètic FC de Sabadell (2n equip) | Granollers     |  |
| 16:00 Copa Boet |               |       | Talló · Vidal                     | Camp del Gas · |  |

| 12 setembre 1915   | Granollers SC (2n equip) | 3 – 1 | Celonès FC (2n equip) | Granollers     |  |
| 16:00 Copa Barangé |                          |       |                       | Camp del Gas · |  |

| 19 setembre 1915 | Atlètic FC de Sabadell (2n equip) | (empat) | Granollers SC | Sabadell |  |
| 16:00 Copa Boet  |                                   |         |               |          |  |

| 26 setembre 1915 | Granollers SC | (victòria local) | Atlètic FC de Sabadell (2n equip) | Granollers     |  |
| 16:00 Copa Boet  |               |                  |                                   | Camp del Gas · |  |

| 21 novembre 1915 | Granollers SC | 2 – 4 | Club Marià Ausà | Granollers                     |  |
| 15:00            |               |       |                 | Camp del Gas · Joan Carreras · |  |

| 28 novembre 1915 | SC Caldes | 2 – 4 | Granollers SC (2n equip) | Caldes de Montbui |  |
| 15:00            |           |       |                          | Camp de Sports ·  |  |

| 23 gener 1916 | Granollers SC | ? – ? | SC Caldes | Granollers     |  |
| 15:00         |               |       |           | Camp del Gas · |  |

| 6 febrer 1916 | Granollers SC (2n equip)         | ? – ? | Mollet SC | Granollers     |  |
| 15:00         | Pous · Garrell · J. Mas · Moncau |       |           | Camp del Gas · |  |

| 12 març 1916 | SC Caldes | 0 – 6 | Granollers SC | Caldes de Montbui |  |
| 15:00        |           |       |               | Camp de Sports ·  |  |

| 19 març 1916 | Granollers SC | ? – ? | Americà (Sabadell) | Granollers     |  |
| 15:00        |               |       |                    | Camp del Gas · |  |

| 9 abril 1916             | Granollers SC | (victòria visitant) | Americà (Sabadell) | Granollers     |  |
| 15:00 Copa Germans Pujol |               |                     |                    | Camp del Gas · |  |

| 25 març 1916 | Granollers SC | 3 – 0 | CS Martinenc | Granollers     |  |
| 16:00        |               |       |              | Camp del Gas · |  |

| 26 març 1916 | Granollers SC (2n equip) | 0 – 3 | Infantil Català (Mataró) | Granollers     |  |
| 16:00        |                          |       |                          | Camp del Gas · |  |

| 23 abril 1916              | Club Marià Ausà | (victòria local) | Granollers SC | Vic |  |
| 16:00 Copa de la Creu Roja |                 |                  |               |     |  |

| 11 juny 1916 | Granollers SC | 3 – 0 | Palau FC | Granollers     |  |
| 16:00        |               |       |          | Camp del Gas · |  |

| 12 juny 1916 | Granollers SC (2n equip) | 3 – 1 | CD Sentmenat | Granollers     |  |
| 16:00        |                          |       |              | Camp del Gas · |  |

| 12 juny 1916 | SC Caldes | ? – ? | Granollers SC | Caldes de Montbui |  |
| 16:00        |           |       |               | Camp de Sports ·  |  |